# Ana María Lanzilotto
Ana María Lanzilotto, cuyo apellido aparece a veces como “Lanzilloto” o “Lanziloto” fue una guerrillera que nació en La Rioja, provincia de La Rioja y fue secuestrada 
el 19 de julio de 1976 en la localidad de Villa Martelli, provincia de Buenos Aires, Argentina permaneciendo desaparecida desde entonces. 
Era hija de Nicolás Lanzillotto y Brígida Cáceres y concurrió al jardín de Infantes, escuela primaria y secundaria de la escuela Normal Mixta Dr. Pedro I. de Castro Barros de La Rioja, donde se recibió de maestra en 1964 y comenzó luego los estudios de abogacía en la Universidad Nacional de Tucumán. Le gustaba escribir poesías y hasta había editado un libro de ellas en Tucumán.

## Militancia
Militaba en el  Partido Revolucionario de los Trabajadores, donde entre fines de 1972 y comienzos de 1973 conoció al también militante Domingo Menna, con quien se casó, y en 1974 tuvieron a su hijo Ramiro y vivían desde principios de 1976 en un departamento de Villa Martelli. El 19 de julio de 1976 Domingo Menna fue secuestrado por un grupo de tareas del Ejército Argentino  al concurrir a una cita envenenada, en un restaurante cercano a la  la Estación Rivadavia del Ferrocarril Mitre.  Menna tenía en sus ropas un recibo de un nebulizador con la dirección del departamento de Villa Martelli. El mismo día el capitán Juan Carlos Leonetti ingresó al frente de un grupo de tareas al edificio de departamentos donde vivían Lanzilotto y Menna, donde se presumía podían estar otros  miembros de la organización guerrillera. Cuando el grupo  ingresó al departamento se encontraban Mario Roberto Santucho, jefe máximo del Ejército Revolucionario del Pueblo, su compañera de ese entonces Liliana Marta Delfino, uno de sus principales lugartenientes, Benito Urteaga y su hijo de 2 años José.  Ambos guerrilleros se resistieron y se generó un tiroteo entre militares y guerrilleros  en cuyo curso  falleció  Benito Urteaga  mientras que  resultaron heridos el capitán  Leonetti y Mario Roberto Santucho. Leonetti falleció poco después mientras que Santucho fue llevado a Campo de Mayo donde los militares lo dejaron morir sin atención médica. Ana  María Lanzilotto  había salido hacia la casa de unos compañeros en la zona norte del Gran Buenos Aires, para darles un alerta de seguridad, según el relato de una compañera de ella, Diana Cruces con quien se frecuentaban en esa época. Lanzilotto, que estaba embarazada de 6 meses, llegó después del tiroteo al departamento y fue detenida ilegalmente por los militares. 
Se cree que Lanzilotto fue llevada al centro clandestino de detención llamado "El Campito", ubicado dentro de la guarnición militar de Campo de Mayo, y que allí habría dado a luz. Luego del parto, habría sido trasladada al campo de concentración llamado “El Vesubio” y no hubo más noticias de ella.

## Su familia
Su hermana melliza María Cristina, que también militaba en el  Ejército Revolucionario del Pueblo y el esposo de esta Carlos Benjamín Santillán fueron secuestrados el 16 de noviembre de 1976 en su domicilio de la ciudad de Pergamino, los restos de María Cristina fueron encontrados en una fosa común en el cementerio de Avellaneda el 13 de junio de 2005, en tanto de su esposo no hubo más noticias.
Ramiro, el hijo de Menna y Lanzilotto, había sido llevado el día del hecho en horas de la mañana a una guardería.  El nombre que le pusieron a su primer hijo lo tomaron de su compañero de militancia Ramiro Leguizamón. Su familia materna en La Rioja pudo averiguar a través de un hermano de Ana María, que era abogado, que el niño estaba en una guardería que dependía de la Cooperadora de la Policía Federal y bajo la órbita del Juzgado Federal de San Martín y allí lo encontraron. Ahora, juntamente con su tía Alba Lanzilloto, hoy secretaria de la Asociación Abuelas de Plaza de Mayo, han encontrado a su hermano, quien ha sido identificado como el Nieto recuperado número 121. Se trata de Maximiliano Menna.